# U-921
Unterseeboot 921 foi um submarino alemão do Tipo VIIC, pertencente a Kriegsmarine que atuou durante a Segunda Guerra Mundial.

## Comandantes
| Comandante                 | Data                                      |
| -------------------------- | ----------------------------------------- |
| Oblt. Wolfgang Leu         | 30 de maio de 1943 - 24 de maio de 1944   |
| Oblt. Hans-Joachim Neumann | 24 de maio de 1944 - 31 de maio de 1944   |
| Oblt. Alfred Werner        | 1 de junho de 1944 - 2 de outubro de 1944 |

## Subordinação
Durante o seu tempo de serviço, esteve subordinado às seguintes flotilhas:
| Período                                   | Flotilha                                   |
| ----------------------------------------- | ------------------------------------------ |
| 30 de maio de 1943 - 31 de maio de 1944   | 8. Unterseebootsflottille (treinamento)    |
| 1 de junho de 1944 - 2 de outubro de 1944 | 13. Unterseebootsflottille (serviço ativo) |

## Operações conjuntas de ataque
O U-921 participou das seguinte operações de ataque combinado durante a sua carreira:
- Rudeltaktik Grimm (9 de setembro de 1944 - 2 de outubro de 1944)